# أوكان تشيفيك
أوكان تشيفيك (بالتركية: Okan Çevik)‏ مواليد 8 يونيو 1966 في أدرنة، هو مدرب كرة سلة تركي ولاعب سابق. لعب مع نادي طوفاس الرياضي في الدوري التركي من سنة 1995 إلى 1998، ثم لعب مع توركو كونياسبور في موسم 1998–1999، ثم لعب مع نادي داروشافاكا لكرة السلة من سنة 2003 إلى 2005، ثم لعب مع نادي كارشياكا لكرة السلة في موسم 2006–2007.